# Phillip Zimmerman
Phillip Zimmerman RSJ właściwie George Richard Phillip Zimmerman (ur. 1961 w Filadelfii) – amerykański duchowny, arcybiskup metropolita i prymas Reformowanego Kościoła Katolickiego w latach 2005–2009.

## Życiorys
W młodości Phillip Zimmerman pełnił służbę liturgiczną w rodzinnej parafii. Po szkole średniej próbował zostać księdzem rzymskokatolickim. Podjął naukę w seminarium duchownym, jednak z niej zrezygnował.
Wstąpił do armii amerykańskiej. Służył w Marynarce Wojennej Stanów Zjednoczonych. Podczas odbywania służby wojskowej studiował w kolegium językowym The Defense Language Institute w Monterey stanie Kalifornia, a następnie jako tłumacz był pracownikiem Agencji Bezpieczeństwa Narodowego. W 1986 roku z uwagi na orientację homoseksualną musiał odejść ze służby czynnej. Po opuszczeniu armii pracował jako nauczyciel języków bliskowschodnich. Był dyrektorem w Metro Technical Institute w Oak Park w stanie Michigan.
W 2000 roku wystąpił z Kościoła rzymskokatolickiego i związał się z nowo utworzonym w Stanach Zjednoczonych Ameryki Reformowanym Kościołem Katolickim. W 2003 roku został wyświęcony na księdza przez arcybiskupa Roberta Allmena i w 2004 roku wybrany przez Synod Kościoła biskupem Reformowanego Kościoła Katolickiego.
24 kwietnia 2004 roku w Nowym Orleanie został konsekrowany na biskupa przez arcybiskupa Roberta Allmena. W 2005 roku został wybrany zwierzchnikiem Reformowanego Kościoła Katolickiego. 1 lutego 2005 roku został rekonsekrowany przez biskupa Shanea Price'a. W tym samym czasie został członkiem zgromadzenia Reformowanego Towarzystwa Jezusowego (RSJ).
Pod zwierzchnictwem Phillipa Zimmermana Reformowany Kościół Katolicki z luźnej federacji kilku chrześcijańskich wspólnot przeobraził się w Kościół o zasięgu międzynarodowym. Opracował własne prawo kanoniczne i ordynację kościelną. Za jego pontyfikatu sformowano kolegium biskupów RKK oraz dokonano podziału administracyjnego Kościoła na diecezje. Nawiązano również dialog ekumeniczny i współpracę z innymi niezależnymi Kościołami na całym świecie.
W 2007 roku Phillip Zimmerman przyjął do wspólnoty RKK, Wolny Kościół Ewangeliczny. W 2009 roku inkardynował do RKK, księdza Marka Bożka i podjął się opieki biskupiej nad Reformowanym Kościołem Katolickim w Polsce.
W listopadzie 2009 roku Phillip Zimmerman zrezygnował z funkcji Biskupa Przewodniczącego Kolegium Biskupów RKK. Powodem tej decyzji były kontrowersje jakie wywołało upublicznienie informacji o fałszerstwach jakich dopuścił się w 2005 roku arcybiskup, ciążącym na nim wyroku sądowym oraz ujawnienie skandalu obyczajowego z udziałem jednego z prezbiterów wspólnoty, który był tolerowany przez biskupów RKK.
Po dymisji Phillipa Zimmermana hierarchowie Reformowanego Kościoła Katolickiego podjęli decyzje o rozwiązaniu dotychczasowych struktur Kościoła unijnego.
Phillip Zimmerman pełni obecnie funkcję duchownego parafii katedralnej Wniebowstąpienia Pańskiego w Columbus w stanie Ohio i dyrektora organizacji charytatywnej Pater Noster House.